# Plaisancebrug
De Plaisancebrug bestaat uit twee basculebruggen naast elkaar over het Kanaal Leuven-Dijle (ook wel Leuvense Vaart genoemd) in de stad Mechelen. De brug is eigendom van Waterwegen en Zeekanaal en maakt deel uit van de N227.
Reeds in 1910 lag op deze plaats een manueel bediende draaibrug over de vaart, die in 1928 werd vervangen door een modernere, elektrisch aangedreven draaibrug. In 1981-1983 werd deze dan vervangen door de huidige twee basculebruggen, met één brug per rijrichting.

## Naamgeving
De naam is afkomstig van de oude afspanning "Plaisance", die haar oorsprong kent aan het eind van de 18de eeuw. Was de naam van deze afspanning reeds afgeleid van de maisons de plaisance, de buitenverblijven van de stedelijke rijkaards, aan de rand van de stad? In de nabijheid van de brug stonden ook de koffiehuizen "Rotterdam" en "Leiden".
In 2022 werd de zuidelijke brug (rijrichting naar Mechelen-Centrum) omgedoopt tot Herman de Coninckbrug, naar de dichter Herman de Coninck (1944-1997) die vlak bij de brug (hoekhuis Brusselse en Hombeekse Steenweg) werd geboren. De noordelijke brug behoudt de naam Plaisancebrug.
Op een oude postkaart duikt ook nog de naam Vermakelijke brug op, wat eerder gezien moet worden als een letterlijke vertaling van Pont de plaisance.
Battelbrug · Colomabrug · Fonteinbrug · Heffenbrug · Hoogbrug · Katelijnepoortbrug · Koepoortbrug · Kraanbrug · Minderbroedersbrug · Nekkerspoelbrug · Plaisancebrug · Roostenbergbrug · Van Kesbeeckbrug · Walembrug · Winketbrug · Withuisbrug · Zennegatsluisbrug